# Park City Musashino Kosugi Station Tower D
Le Park City Musashino Kosugi Station Tower D (パークシティ武蔵小杉　ミッドスカイタワー) ou Park City Musashi-Kosugi Mid Sky Tower est un gratte-ciel résidentiel construit à Kawasaki dans la banlieue de Tokyo de 2005 à 2009. Il mesure 204 mètres de hauteur.
L'immeuble comprend 805 logements.
C'est le plus haut immeuble de Kawasaki et l'un des plus hauts immeubles résidentiels du Japon.
La surface de plancher de la tour est de 98 190 m2.
L'immeuble a été conçu par la société Takenaka Corporation.